# Búsqueda en profundidad

Búsqueda en profundidad.(Orden en el que se visitan los nodos)

Una Búsqueda en profundidad (en inglés DFS o Depth First Search) es un algoritmo de búsqueda no informada utilizado para recorrer todos los nodos de un grafo o árbol (teoría de grafos) de manera ordenada, pero no uniforme. Su funcionamiento consiste en ir expandiendo todos y cada uno de los nodos que va localizando, de forma recurrente, en un camino concreto. Cuando ya no quedan más nodos que visitar en dicho camino, regresa (Backtracking), de modo que repite el mismo proceso con cada uno de los hermanos del nodo ya procesado.
Análogamente existe el algoritmo de búsqueda en anchura (BFS o Breadth First Search).

## Evaluación
Completitud: DFS es completo si y solo si usamos búsqueda basada en grafos en espacios de estado finitos, pues todos los nodos serán expandidos.
Optimalidad: DFS en ningún caso asegura la optimalidad, pues puede encontrar una solución más profunda que otra en una rama que todavía no ha sido expandida.
Complejidad temporal: en el peor caso, es {\displaystyle O(b^{m})}, siendo b el factor de ramificación (número promedio de ramificaciones por nodo) y m la máxima profundidad del espacio de estados.
Complejidad espacial: {\displaystyle O(b^{d})}, siendo b el factor de ramificación y d la profundidad de la solución menos costosa, pues cada nodo generado permanece en memoria, almacenándose la mayor cantidad de nodos en el nivel meta.

## Ejemplo
Para el grafo siguiente:

una búsqueda en profundidad empezando en el nodo A, con la suposición que las aristas a la izquierda son escogidas antes de las aristas a la derecha, el algoritmo va a visitar los nodos en esta orden: A, B, D, F, E, C, G. Se puede notar entonces que, si el algoritmo no llegara a recordar los nodos ya visitados, entonces podría continuar en un bucle infinito: A, B, D, F, E, A, B, D, F, E, etc. sin visitar C o G.
Para evitar este bucle infinito, se pueden utilizar técnicas como la búsqueda en profundidad iterativa.

## Pseudocódigo
- Pseudocódigo para grafos

```
  
DFS
(grafo G)
     
PARA CADA
 vértice 
u
 ∈ V[G] 
HACER

             estado[
u
] ← NO_VISITADO
             padre[
u
] ← NULO
     tiempo ← 0
     
PARA CADA
 vértice 
u
 ∈ V[G] 
HACER

             
SI
 estado[u] = NO_VISITADO 
ENTONCES

                     DFS_Visitar(
u
,
tiempo
)
```

```
  
DFS_Visitar
(nodo 
u
, int 
tiempo
)
     estado[
u
] ← VISITADO
     tiempo ← tiempo + 1
     d[u] ← tiempo
     
PARA CADA
 
v
 ∈ Vecinos[
u
] 
HACER

             
SI
 estado[
v
] = NO_VISITADO 
ENTONCES

                     padre[
v
] ← 
u

                     DFS_Visitar(
v
,
tiempo
)
     estado[
u
] ← TERMINADO
     tiempo ← tiempo + 1
     
f[u]
 ← tiempo
```

## Código para grafos
```
/**

Algorithm: DFS (Graph)

*/

#include
 
<iostream>

#include
 
<vector>

using
 
namespace
 
std
;

const
 
int
 
MAX_CANT_NODES
 
=
 
1000
;

vector
<
int
>
 
graph
[
MAX_CANT_NODES
];
 
// Lista de adjacencia

bool
 
vst
[
MAX_CANT_NODES
];
 
// Vector de nodos visitados

void
 
dfs
 
(
in

    
vst
[
u
]
 
=
 
true
;

    
for
 
(
int
 
v
 
:
 
graph
[
u
])

        
if
 
(
!
vst
[
v
])

            
dfs
(
v
);

}

int
 
main
 
()
 
{

    
int
 
n
,
 
m
;
 
// n: Cantidad de nodos, m: Cantidad de aristas

    
cin
 
>>
 
n
 
>>
 
m
;

    
for
 
(
int
 
i
 
=
 
0
;
 
i
 
<
 
m
;
 
i
++
)
 
{

        
int
 
u
,
 
v
;

        
cin
 
>>
 
u
 
>>
 
v
;

        
graph
[
u
].
push_back
(
v
);

        
graph
[
v
].
push_back
(
u
);

    
}

    
for
 
(
int
 
i
 
=
 
0
;
 
i
 
<
 
n
;
 
i
++
)

        
if
 
(
!
vst
[
i
])

            
dfs
(
i
);

    
return
 
0
;

}

```

## Código en matrix
```
/**

Algorithm: DFS (Matrix)

*/

#include
 
<bits/stdc++.h>

#define oo 1005

using
 
namespace
 
std
;

struct
 
two

{

    
int
 
f
,
 
c
;

    
two
(
int
 
a
 
=
 
0
,
 
int
 
b
 
=
 
0
)

    
{

        
f
 
=
 
a
;

        
c
 
=
 
b
;

    
}

};

const
 
int
 
Mf
 
[]
 
=
 
{
1
,
 
-1
,
 
0
,
 
0
};

const
 
int
 
Mc
 
[]
 
=
 
{
0
,
 
0
,
 
1
,
 
-1
};

int
 
N
,
 
M
,
 
CA
[
oo
][
oo
];

bool
 
Mk
[
oo
][
oo
];

queue
<
two
>
 
Q
;

bool
 
isPossible
 
(
int
 
f
,
 
int
 
c
)
  
///Saber si es posible el movimiento hacia esa casilla

{

    
if
(
f
 
<
 
0
 
||
 
f
 
>
 
N
 
-
 
1
 
||
 
c
 
<
 
0
 
||
 
c
 
>
 
M
 
-
 
1
 
||
 
Mk
[
f
][
c
])

        
return
 
false
;

    
return
 
true
;

}

void
 
DFS
 
()

{

    
int
 
F
,
 
C
;

    
while
(
!
Q
.
empty
())

    
{

        
F
 
=
 
Q
.
front
().
f
;

        
C
 
=
 
Q
.
front
().
c
;

        
Q
.
pop
();

        
for
(
int
 
i
 
=
 
0
;
 
i
 
<
 
4
;
 
i
++
)

        
{

            
int
 
nf
 
=
 
F
 
+
 
Mf
[
i
];

            
int
 
nc
 
=
 
C
 
+
 
Mc
[
i
];

            
if
(
isPossible
(
nf
,
 
nc
))

            
{

                
CA
[
nf
][
nc
]
 
=
 
CA
[
F
][
C
]
 
+
 
1
;

                
Mk
[
nf
][
nc
]
 
=
 
true
;

                
Q
.
push
(
two
 
(
nf
,
 
nc
));

            
}

        
}

    
}

}

int
 
main
 
()

{

    
freopen
(
"DFS.in"
,
 
"r"
,
 
stdin
);

    
freopen
(
"DFS.out"
,
 
"w"
,
 
stdout
);

    
int
 
X
 
=
 
0
;

    
two
 
_s
,
 
_e
;
 
///Punto de Inicio

    
cin
 
>>
 
N
 
>>
 
M
;

    
for
(
int
 
i
 
=
 
0
;
 
i
 
<
 
N
;
 
i
++
)

    
{

        
for
(
int
 
j
 
=
 
0
;
 
j
 
<
 
M
;
 
j
++
)

        
{

            
scanf
(
"%s"
,
 
&
X
);
 
///Leer como caracter pero asignar a numero

            
if
(
X
 
==
 
83
)
 
///Inicio Letra - S

            
{

                
_s
.
f
 
=
 
i
;

                
_s
.
c
 
=
 
j
;

                
continue
;

            
}

            
if
(
X
 
==
 
69
)
 
///Final Letra - E

            
{

                
_e
.
f
 
=
 
i
;

                
_e
.
c
 
=
 
j
;

                
continue
;

            
}

            
if
(
X
 
==
 
1
)
  
///Rocas

            
{

                
Mk
[
i
][
j
]
 
=
 
true
;

                
continue
;

            
}

        
}

    
}

    
Q
.
push
(
two
 
(
_s
.
f
,
 
_s
.
c
));

    
CA
[
0
][
0
]
 
=
 
0
;

    
Mk
[
0
][
0
]
 
=
 
true
;

    
DFS
();

    
printf
(
"%d
\n
"
,
 
CA
[
_e
.
f
][
_e
.
c
]);

    
return
 
0
;

}

```

## Arcos DF
Si en tiempo de descubrimiento de u tenemos el arco (u,v):
i. Si el estado de v es NO_VISITADO, entonces (u,v) ∈ DF,
El tiempo de ejecución es O(|V|+|E|)